# Charli Persip
Charles Lawrence Persip, dit Charli Persip, est un batteur américain de jazz né le 26 juillet 1929 à Morristown dans le New Jersey et mort le 23 août 2020 à New York (État de New York),. Il a également porté le nom de  Charlie Persip, mais a supprimé le « e » final de son prénom au début des années 1980.

## Biographie
Né à Morristown dans le New Jersey en 1929, Charli Persip choisit l'école secondaire (high school) de West Side High School (à Newark), plutôt que l'établissement Newark Arts High School, car il désire se joindre à l'équipe de football américain de West Side. Déçu par l'expérience sportive, il participe à la fanfare de l'école puis à son ensemble musical et découvre alors sa vocation : il sera batteur.
Charli Persip étudie la batterie avec Al Germansky à Newark. Après avoir joué avec Tadd Dameron en 1953, il se fait connaître comme batteur de jazz lors de tournées et de sessions d'enregistrement avec les bands petits et grands de Dizzy Gillespie, entre 1953 et 1958. Il rejoint ensuite le quintette de Harry « Sweets » Edison et, plus tard, le Harry James Orchestra, avant de former son propre groupe, les Jazz Statesmen, avec Roland Alexandre, Freddie Hubbard et Ron Carter, en 1960. À la même époque, Persip enregistre également avec plusieurs autres musiciens de jazz réputés, tels Lee Morgan, Dinah Washington, Melba Liston, Kenny Dorham, Zoot Sims, Red Garland, Gil Evans, Don Ellis, Eric Dolphy, Rahsaan Roland Kirk et Gene Ammons. Persip joue notamment sur le morceau Eternal Triangle de l'album Sonny Side Up (Verve Records), avec les vedettes Sonny Rollins et Sonny Stitt. De 1960 à 1973, il fait une tournée en tant que batteur et chef d'orchestre en compagnie de Billy Eckstine.
Parallèlement à sa carrière musicale, Charli Persip se fait connaître comme professeur. Depuis 1974, il enseigne la batterie et la musique en général pour la société Jazzmobile, Inc., à New York. En 2008, il est professeur associé à la New School for Jazz and Contemporary Music, à Manhattan.
Charli Persip dirige actuellement Supersound, son big band jazz, qui a vu le jour au milieu des années 1980 (sous le nom de Superband). Le premier album de Supersound, sur étiquette Stash, s'appelle Charli Persip and Superband. Le deux albums suivants du groupe, Superband II et No Dummies Allowed, ont été enregistrés sur étiquette Soul Note. Leur quatrième album est Intrinsic Evolution.
En 2003, il publie un livre How Not to Play Drums: Not for Drummers Only (Comment ne pas jouer de la batterie : Pas seulement pour les batteurs).

## Discographie

### Chef d'orchestre
- 1960 Charles Persip and the Jazz Statesmen (Bethlehem)
- 1980 Charli Persip and Superband (Soul Note)
- 1984 In Case You Missed It (Soul Note)
- 1987 No Dummies Allowed (Soul Note)
- 2008 Intrinsic Evolution (CDBY)

### Instrumentiste d'appoint (sideman)
Avec Bob Brookmeyer
- Stretching Out (United Artists, 1958) avec Zoot Sims
- Portrait of the Artist (Atlantic, 1960)
- Jazz Is a Kick (Mercury, 1960)

Avec Ron Carter
- Where? (New Jazz, 1961)

Avec Jimmy Cleveland
- Cleveland Style (EmArcy, 1958)

Avec Don Ellis
- How Time Passes (Candid, 1960)
- New Ideas (New Jazz, 1961)

Avec Buddy Emmons
- Steel Guitar Jazz (Mercury, 1964)

Avec Art Farmer
- The Aztec Suite (United Artists, 1959)
- Listen to Art Farmer and the Orchestra (Mercury, 1962)

Avec Curtis Fuller
- The Curtis Fuller Jazztet (Savoy, 1959)

Avec Dizzy Gillespie
- Afro (Norgran, 1954)
- Dizzy and Strings (Norgran, 1954)
- Jazz Recital (Norgran, 1955)
- World Statesman (Norgran, 1956)
- Dizzy in Greece (Verve, 1957)
- Birks' Works (Verve, 1957)
- Dizzy Gillespie at Newport (Verve, 1957)
- Duets (Verve, 1957) - avec Sonny Rollins and Sonny Stitt
- The Greatest Trumpet of Them All (Verve, 1957)
- Sonny Side Up (Verve, 1957) – avec Sonny Rollins et Sonny Stitt
- A Portrait of Duke Ellington (Verve, 1960)
- Perceptions (Verve, 1961)

Avec Benny Golson
- Benny Golson's New York Scene (Contemporary, 1957)
- Pop + Jazz = Swing (Audio Fidelity, 1961) - aussi intitulée Just Jazz!

Avec Slide Hampton
- Slide Hampton and His Horn of Plenty (Strand, 1959)

Avec Craig Harris
- Black Bone (Soul Note, 1983)

Avec Milt Jackson
- For Someone I Love (Riverside, 1963)

Avec Etta Jones
- So Warm (Prestige, 1961)

Avec Irene Kral
- SteveIreneo! (United Artists, 1959)

Avec Pat Martino
- Baiyina (The Clear Evidence) (Prestige, 1968)

Avec Hal McKusick
- Triple Exposure (Prestige, 1957)

Avec Blue Mitchell
- Smooth as the Wind (Riverside, 1961)

Avec Hank Mobley
- Peckin' Time (Blue Note, 1958)

Avec Lee Morgan
- Lee Morgan Sextet (Blue Note, 1957)
- Lee Morgan Vol. 3 (Blue Note, 1957)

Avec David "Fathead" Newman
- Straight Ahead (Atlantic, 1961)
- Fathead Comes On (Atlantic, 1962)

Avec Joe Newman
- Soft Swingin' Jazz (Coral, 1957)
- Joe Newman with Woodwinds (Roulette, 1958)

Avec Poney Poindexter
- Pony's Express (Epic, 1962)

Avec Sonny Stitt
- The Saxophones of Sonny Stitt (Roost, 1958)
- A Little Bit of Stitt (Roost, 1959)
- Soul Summit (Prestige, 1962) – avec Gene Ammons et Jack McDuff

Avec Clark Terry
- Everything's Mellow (Moodsville, 1961)

Avec Mal Waldron
- The Quest (New Jazz, 1961)

Avec Randy Weston
- Little Niles (United Artists, 1958)
- Uhuru Afrika (Roulette, 1960)
- Highlife (Colpix, 1963)

Avec Kai Winding
- Dance to the City Beat (Columbia, 1959)

Avec Phil Woods
- The Young Bloods (Prestige, 1956) – avec Donald Byrd

Avec Leo Wright
- Blues Shout (Atlantic, 1960)